# Balsamia
Balsamia Vittad., 1831 è un genere di funghi ascomiceti della famiglia Helvellaceae. Vi appartengono funghi ipogei, globosi, con peridio finemente verrucoso, gleba molle, biancastra, con piccole cavità, non commestibili.

## Etimologia
Il nome del genere Balsamia prende il nome dal naturalista Giuseppe Balsamo Crivelli.

## Tassonomia

### Specie diBalsamia
La specie tipo è Balsamia vulgaris Vittad., 1831, le altre specie incluse sono:
- Balsamia alba Harkn., 1899
- Balsamia ambigua Petitb., 1966
- Balsamia filamentosa Harkn., 1899
- Balsamia fragiformis Tul. & C. Tul., 1851
- Balsamia fusispora Schulzer, 1871
- Balsamia magnata Harkn., 1899
- Balsamia nigrescens Harkn., 1899
- Balsamia platyspora Berk., 1844
- Balsamia polysperma Vittad., 1831